# Iavolenus Priscus
Iavolenus Priscus (79 – 138) római jogász
Életéről semmit sem tudunk, a Digesták munkái közül többnek is megőrizték a kivonatát. Idősebb Plinius tesz említést róla egyik munkájában.